# فريديريك نورث
فريديريك نورث (بالإنجليزية: Frederick North)‏ سياسي بريطاني (13 أبريل 1732-5 أغسطس 1792). تولى رئاسة الوزارة في بريطانيا من 28 يناير 1770 إلى 22 مارس 1782. في عهده اندلعت حرب الاستقلال الأمريكية عام 1775.

## روابط خارجية
- فريديريك نورث على موقع الموسوعة البريطانية (الإنجليزية)